# 大イノコ祭り
大イノコ祭り（おおイノコまつり、英: Grand Inoko Festa）とは、毎年11月の第1土日に広島県広島市中区袋町の袋町公園で行われるお祭りのことである。

## 概要
88本の竹の力で1.5トンの大石を空中に浮かせる「Inoko Installation」という装置によって、 竹の張力を加え、大石が空中に吊り上がる。2024年(令和6年)は、11月2日(土)3日(日)の両日開催が決定した。

## 歴史
1990年、「イノコフェスタ」という名前で開催され、7年後の1996年に開催が中断した。
今一度あの世界観を復活させたいとの思いから、「大イノコ祭りを支える市民の会」が中心となり、2013年11月に再び蘇った。